# Servais Knaven
Henricus Theodorus Josephus (Servais) Knaven (ur. 6 marca 1971 w Lobith) – holenderski kolarz szosowy, który zakończył karierę w 2010 roku.

## Życiorys
Zanim zdecydował się w 1993 na zostanie zawodowcem, przez cztery lata studiował ekonomikę produkcji na uniwersytecie w Tilburgu. W ciągu swojej kariery w latach 1996–2005 dziewięć razy brał udział w Tour de France. W roku 2001 uzyskał tam swój najlepszy wynik na tym wyścigu, jakim było 90. miejsce. Czterokrotnie startował również w Vuelta a Espana i raz w Giro d’Italia.

## Przynależność drużynowa
- 1993-1997: TVM
- 1998-1999: TVM-Farm Frites
- 2000: Farm Frites
- 2001-2002: Domo-Farm Frites
- 2003-2004: Quickstep-Davitamon
- 2005-2006: Quick Step-Innergetic
- 2007: T-Mobile
- 2008: Team High Road
- 2009-2010: Milram

## Ważniejsze sukcesy
1995
- mistrzostwo Holandii na szosie

1997
- Dookoła Danii
- etap Dookoła Szwecji

1998
- GP Scheldeprijs
- etap Etoile de Bessèges

2001
- Paryż-Roubaix

2003
- etap Tour de France

2005
- etap Tirreno-Adriatico